# Reputation Stadium Tour
Reputation Stadium Tour – piąta, światowa trasa koncertowa amerykańskiej piosenkarki i autorki tekstów, Taylor Swift promująca jej szósty, studyjny album, Reputation, wydany w 2017 roku. Trasa, która obejmuje razem 53 koncerty, rozpoczęła się 8 maja 2018 roku w Glendale w Arizonie, natomiast zakończyła się 21 listopada 2018 roku w Tokio w Japonii. Jednymi supportami przed występami artystki są kubańsko-amerykańska wokalistka, Camila Cabello, oraz brytyjska piosenkarka, Charli XCX.

## Tło
W sierpniu 2017 roku magazyn Billboard ogłosił, że piosenkarka zostanie właścicielką programu Verified Fan strony Ticketmaster, aby zapobiec zakupowi biletów od osób ich skalpujących. Program nazwany "Taylor Swift Tix" pozwolił fanom publicznie kupić je postępowo na sprzedaż uczestnicząc w dowolnych zadaniach, które pozwolą na większą szansę zdobycia kodu przedsprzedażowego.
13 listopada 2017 roku, kierownictwo artystki ujawniło pierwsze daty koncertów we współpracy z Ticketmaster, których sprzedaż ruszyła oficjalnie miesiąc później w dwudzieste ósme urodziny Swift.
Pod koniec listopada Swift zapowiedziała koncerty w Londynie, Manchesterze i Dublinie. Ze względu na dużą ilość zainteresowanych, przyjęto dodatkowe daty występów. Ponadto, potwierdzono kolejne daty w takich miastach, jak Pasadena, Chicago, East Rutherford, Foxborough, Toronto i Atlanta z powodu tej samej sytuacji, która zdarzyła się przed przedsprzedażą. 3 grudnia 2017 roku piosenkarka opublikowała następne daty koncertów w Oceanii. Inne stany Ameryki zostały też dodane do trasy, tj. Santa Clara, Landover, Filadelfia, Minneapolis, Arlington, dzięki czemu Swift wystąpi w ponad 40 miejscach znajdujących się w Ameryce Północnej.
1 marca 2018 roku artystka potwierdziła support jej koncertów, którymi są Camila Cabello oraz Charli XCX. Wcześniej spekulowano o tym, że Cabello włączy się do otwierania występów, ponieważ jej daty w ramach trasy Never Be the Same Tour nie równały się z datami Swift. Także radio Live 95,5 ogłosiło pojawienie jej się podczas loterii dodając już usunięte zdjęcie w serwisie Twitter, w której można było wygrać bilety na jeden z koncertów w Londynie, który odbędzie się 22 czerwca 2018 roku. Akcja się zdarzyła jeszcze przed ujawnieniem aktów.
8 maja 2018 roku piosenkarka dodała dwie ostatnie daty koncertów w Tokio, gdzie supportem zostanie jedynie Charli XCX.

## Ocena krytyków
Trasa otrzymała entuzjastyczne recenzje, powszechnie jest uznawana za najlepszą w karierze Swift i najlepszą trasy 2018 roku. Ed Masley, z The Arizona Republic, napisał, że "w trakcie występu Swift było wiele momentów, które sprawiały wrażenie, jakby grała dla tylnych rzędów stadionu, po prostu dzieląc się z fanami", jednocześnie komplementując produkcję trasy i podkreślając związek Swift z tłumem. Jim Harrington, z The Mercury News, pochwalił poprawę wokalnej pracy wokalistki i umiejętności występowych na przestrzeni lat: "Jej gra jest wystarczająco kompletna, aby mogła równać się w każdym innym aspekcie koncertu." Chris Tuite, z CBS San Francisco, napisał: "Jedyną rzeczą bardziej znaczącą niż sama wokalistka podczas jej obecnego przepełnionego różnorodnością kostiumów spektaklu są masywne, okrutnie wyglądające węże, które symbolicznie pojawiają przez cały koncert." Michael Tritsch z magazynu "303" skomentował trasę "otworzyła nowe tereny i postawiła poprzeczkę wysoko na przyszłe trasy stadionowe", dodając: "reputacja tego koncertu trafiła do książek historycznych".

## Sprzedaż biletów
Po czterech dniach od rozpoczęcia sprzedaży za pośrednictwem platformy Verified Fan i trzech dniach sprzedaży dla ogółu społeczeństwa, która rozpoczęła się 13 grudnia, trasa już zarobiła 180 milionów dolarów z 33 dat w samej Ameryce Północnej. Pollstar poinformował o danych dostarczonych przez Gridiron Stadium Network, konsorcjum obiektów NFL współpracujących przy rezerwacji koncertów w swoich budynkach, które pokazały, że co najmniej 35 000 biletów zostało sprzedanych na dziesięciu stadionach na trasie od 18 grudnia. Sprzedaż biletów wahała się od 35 419 w Heinz Field w Pittsburghu do 48 039 w Lincoln Financial Field w Filadelfii. Z ponad 47 000 sprzedanych biletów, doniesiono, że koncert 12 maja 2018 roku na stadionie Levi’s Stadium w Santa Clara wygenerował blisko 9 milionów dolarów przychodu, co spowodowało dodanie dodatkowego koncertu.
Według StubHub, jest to najlepiej sprzedająca się kobieca trasa w Wielkiej Brytanii w 2018 roku.

## Rekordy
Trasa pobiła kilka rekordów frekwencji i przychodów. Pierwszy koncert na University of Phoenix Stadium pobił rekord przychodu i frekwencji przewyższając przychód Metalliki (5,2 miliony dolarów w sierpniu 2017) o ponad 2 miliony dolarów. Sprzedała 59,157 biletów na ten koncert i tym samym złamała rekord One Direction ustanowiony podczas trasy Where We Are Tour w 2014 roku, sprzedając 2,633 biletów więcej niż zespół. Z zarobionymi 14 milionami dolarów ze 107.550 sprzedanych biletów na Levi’s Stadium osiągnęła najwyższy wynik pieniężny i frekwencyjny, pobijając tym samym swój własny rekord, która ustanowiła podczas 1989 World Tour w 2015 roku. Z udziałem ponad 118 000 fanów na dwóch koncertach w Rose Bowl Swift zarobiła 16,2 miliona dolarów i ustanowiła nowy rekord brutto dla jednego headlinera na miejscu, przewyższając rekord U2 2017 o ponad 467,000 dolarów. Każdy koncert do tej pory (09.09.2018) został wyprzedany.
Taylor Swift przeszła do historii stając się pierwszą kobietą, która dwa razy wystąpiła na stadionie Croke Park. Na koncerty łącznie przyszło 136 000 fanów. Podobnie zapisała się na kartach historii występując trzy razy na stadionach MetLife Stadium i Gilette Stadium.

## Setlista
Jest to setlista obowiązująca na koncercie mający miejsce 8 maja 2018 roku w Glendale w Arizonie, a także nie jest związana z innymi datami występów.
INTRO: UTWÓR "BAD REPUTATION" JOAN JETT/VIDEO SPECJALNE
1. "...Ready for It?"
2. "I Did Something Bad"
3. "Gorgeous"
4. "Style/Love Story/You Belong with Me"

AKT DRUGI: INTERLUDIUM – ELEMENTY UTWORU "LOOK WHAT YOU MADE ME DO"
1. "Look What You Made Me Do"
2. "End Game" (solo)
3. "King of My Heart"

AKT TRZECI: INTERLUDIUM – ZAKOŃCZENIE "KING OF MY HEART"
1. "Delicate"
2. "Shake it Off" (z Camilą Cabello i Charli XCX)
3. "Dancing with Our Hands Tied"
4. "All Too Well"/inny utwór

AKT CZWARTY
1. "Blank Space"
2. "Dress"
3. "Bad Blood/Should've Said No"

AKT PIĄTY: INTERLUDIUM – ZAKOŃCZENIE "BAD BLOOD"
1. "Don't Blame Me"
2. "Long Live/New Year’s Day (na pianinie)"

AKT SZÓSTY: INTERLUDIUM – "WHY SHE DISAPPEARED"
1. "Getaway Car"
2. "Call It What You Want"
3. "We Are Never Ever Getting Back Together/This Is Why We Can't Have Nice Things"

### Utwory grane nieregularnie
- 11 maja 2018 (Santa Clara) – "Wildest Dreams" (zastąpienie "All Too Well")
- 12 maja 2018 (Santa Clara) – "The Best Day" (zastąpienie "All Too Well")
- 18 maja 2018 (Pasadena) – "Red" (zastąpienie "All Too Well")
- 22 maja 2018 (Seattle) – "Holy Ground" (zastąpienie "All Too Well")
- 25 maja 2018 (Denver) – "Teardrops on My Guitar" (zastąpienie "All Too Well")
- 1 czerwca 2018 (Chicago) – "Our Song" (zastąpienie "All Too Well")
- 2 czerwca 2018 (Chicago) – "22" (zastąpienie "All Too Well")
- 8 czerwca 2018 (Manchester) – "I Knew You Were Trouble" (zastąpienie "All Too Well")
- 9 czerwca 2018 (Manchester) – ''I Don’t Wanna Live Forever'' (zastąpienie "All Too Well")
- 15 czerwca 2018 (Dublin) – "Mean" (zastąpienie "All Too Well")
- 16 czerwca 2018 (Dublin) – "How You Get The Girl" (zastąpienie "All Too Well")
- 22 czerwca 2018 (Londyn) – "So It Goes..." (zastąpienie "All Too Well")
- 23 czerwca 2018 (Londyn) – ''Fifteen'' (zastąpienie "All Too Well")
- 30 czerwca 2018 (Louisville) – ''Mine'' (zastąpienie "All Too Well")
- 7 lipca 2018 (Columbus) – ''Sparks Fly'' (zastąpienie "All Too Well")
- 10 lipca 2018 (Landover) – "State Of Grace" (zastąpienie "All Too Well")
- 11 lipca 2018 (Landover) – "Haunted" (zastąpienie "All Too Well")
- 13 lipca 2018 (Filadelfia) – "Never Grow Up" (zastąpienie "All Too Well")
- 14 lipca 2018 (Filadelfia) – "Treacherous" (zastąpienie "All Too Well")
- 17 lipca 2018 (Cleveland) – "Babe" (zastąpienie "All Too Well")
- 20 lipca 2018 (East Rutherford) – "Welcome to New York" (zastąpienie "All Too Well")
- 21 lipca 2018 (East Rutherford) – "Fearless" (zastąpienie "All Too Well")
- 22 lipca 2018 (East Rutherford) – "Enchanted" (zastąpienie "All Too Well")
- 26 lipca 2018 (Foxborough) – "22" (zastąpienie "All Too Well")
- 27 lipca 2018 (Foxborough) – "Change" (zastąpienie "All Too Well")
- 28 lipca 2018 (Foxborough) – "Ours" (zastąpienie "All Too Well")
- 3 sierpnia 2018 (Toronto) – "Out of the Woods" (zastąpienie "All Too Well")
- 4 sierpnia 2018 (Toronto) – "Come Back... Be Here" (zastąpienie "All Too Well")
- 7 sierpnia 2018 (Pittsburgh) – "A Place in This World" (zastąpienie "All Too Well")
- 10 sierpnia 2018 (Atlanta) – "This Love" (zastąpienie "All Too Well")
- 11 sierpnia 2018 (Atlanta) – "The Lucky One" (zastąpienie "All Too Well")
- 14 sierpnia 2018 (Tampa) – "Invisible" (zastąpienie "All Too Well")
- 18 sierpnia 2018 (Miami Gardens) – "Breathe" (zastąpienie "All Too Well")
- 25 sierpnia 2018 (Nashville) – "Better Man" (zastąpienie "All Too Well")
- 28 sierpnia 2018 (Detroit) – "Jump Then Fall" (zastąpienie "All Too Well")
- 31 sierpnia 2018 (Minneapolis) – "Begin Again" (zastąpienie "All Too Well")
- 1 września 2018 (Minneapolis) – "Tied Together with a Smile" (zastąpienie "All Too Well")
- 8 września 2018 (Kansas City) – "The Story of Us" (zastąpienie "All Too Well")
- 15 września 2018 (Indianapolis) – "Forever & Always" (zastąpienie "All Too Well")
- 18 września 2018 (St. Louis) – "Hey Stephen" (zastąpienie "All Too Well")
- 22 września 2018 (Nowy Orlean) – "Speak Now" (zastąpienie "All Too Well")
- 29 września 2018 (Houston) – "Wonderland" (zastąpienie "All Too Well")
- 5 października 2018 (Arlington) – "White Horse" (zastąpienie "All Too Well")
- 19 października 2018 (Perth) – "I Knew You Were Trouble" (zastąpienie "All Too Well")
- 26 października 2018 (Melbourne) – "I'm Only Me When I’m with You" (zastąpienie "All Too Well")
- 2 listopada 2018 (Sydney) – "22" (zastąpienie "All Too Well")
- 6 listopada 2018 (Brisbane) – "Starlight" (zastąpienie "All Too Well")
- 9 listopada 2018 (Auckland) – "Out Of The Woods" (zastąpienie "All Too Well")
- 20 listopada 2018 (Tokio) – "I Know Places" (zastąpienie "All Too Well")
- 21 listopada 2018 (Tokio) – "Wildest Dreams" (zastąpienie "All Too Well")

### Goście specjalni
- 18 maja 2018 (Pasadena, pierwsze show) – Shawn Mendes dołącza się na scenę wraz ze Swift i wykonuje "There’s Nothing Holdin’ Me Back"
- 19 maja 2018 (Pasadena, drugie show) – Troye Sivan dołącza się na scenę wraz ze Swift i wykonuje "My My My!". Dodatkowo Selena Gomez gościnnie wykonuje u boku piosenkarki "Hands To Myself".
- 22 czerwca 2018 (Londyn, pierwsze show) – Niall Horan dołącza się na scenę wraz ze Swift i wykonuje "Slow Hands".
- 23 czerwca 2018 (Londyn, drugie show) – Robbie Williams dołącza się na scenę wraz ze Swift i wykonują "Angels".
- 26 lipca 2018 (Foxborough, pierwsze show) – Hayley Kiyoko dołącza się na scenę wraz ze Swift i wykonuje "Curious".
- 4 sierpnia 2018 (Toronto, drugie show) – Bryan Adams dołącza się na scenę wraz ze Swift i wykonuje "Summer of '69"
- 25 sierpnia 2018 (Nashville) – Tim McGraw i Faith Hill dołączają się na scenę wraz ze Swift i wykonują "Tim McGraw".
- 5 października 2018 (Arlington, pierwsze show) – Marren Morris dołącza się na scenę wraz ze Swift i wykonuje "The Middle".
- 6 października 2018 (Arlington, drugie show) – Sugarland dołączają się na scenę wraz ze Swift i wykonują "Babe".

## Lista koncertów
| Data                 | Miejscowość      | Państwo           | Obiekt                              | Support                   | Frekwencja                 | Dochód (USD)     |
| Ameryka Północna     | Ameryka Północna | Ameryka Północna  | Ameryka Północna                    | Ameryka Północna          | Ameryka Północna           | Ameryka Północna |
| -------------------- | ---------------- | ----------------- | ----------------------------------- | ------------------------- | -------------------------- | ---------------- |
| 8 maja 2018          | Glendale         | Stany Zjednoczone | University of Phoenix Stadium       | Camila Cabello Charli XCX | 59 157/59 157 (100%)       | 7 214 478        |
| 11 maja 2018         | Santa Clara      | Stany Zjednoczone | Levi’s Stadium                      | Camila Cabello Charli XCX | 107 550/107 550 (100%)     | 14 006 963       |
| 12 maja 2018         | Santa Clara      | Stany Zjednoczone | Levi’s Stadium                      | Camila Cabello Charli XCX | 107 550/107 550 (100%)     | 14 006 963       |
| 18 maja 2018         | Pasadena         | Stany Zjednoczone | Rose Bowl                           | Camila Cabello Charli XCX | 118 084/118 084 (100%)     | 16 251 980       |
| 19 maja 2018         | Pasadena         | Stany Zjednoczone | Rose Bowl                           | Camila Cabello Charli XCX | 118 084/118 084 (100%)     | 16 251 980       |
| 22 maja 2018         | Seattle          | Stany Zjednoczone | CenturyLink Field                   | Charli XCX                | 56 021/56 021 (100%)       | 8 672 219        |
| 25 maja 2018         | Denver           | Stany Zjednoczone | Sports Authority Field at Mile High | Camila Cabello Charli XCX | 57 140/57 140 (100%)       | 7 926 366        |
| 1 czerwca 2018       | Chicago          | Stany Zjednoczone | Soldier Field                       | Camila Cabello Charli XCX | 105 208/105 208 (100%)     | 14 576697        |
| 2 czerwca 2018       | Chicago          | Stany Zjednoczone | Soldier Field                       | Camila Cabello Charli XCX | 105 208/105 208 (100%)     | 14 576697        |
| Europa               |                  |                   |                                     |                           |                            |                  |
| 8 czerwca 2018       | Manchester       | Anglia            | Eithad Stadium                      | Camila Cabello Charli XCX | 77 258/77 258 (100%)       | 6 169 724        |
| 9 czerwca 2018       | Manchester       | Anglia            | Eithad Stadium                      | Camila Cabello Charli XCX | 77 258/77 258 (100%)       | 6 169 724        |
| 15 czerwca 2018      | Dublin           | Irlandia          | Croke Park                          | Camila Cabello Charli XCX | 133 034/133 034 (100%)     | 8 567 769        |
| 16 czerwca 2018      | Dublin           | Irlandia          | Croke Park                          | Camila Cabello Charli XCX | 133 034/133 034 (100%)     | 8 567 769        |
| 22 czerwca 2018      | Londyn           | Anglia            | Stadion Wembley                     | Camila Cabello Charli XCX | 143 427/143 427 (100%)     | 12 214 933       |
| 23 czerwca 2018      | Londyn           | Anglia            | Stadion Wembley                     | Camila Cabello Charli XCX | 143 427/143 427 (100%)     | 12 214 933       |
| Ameryka Północna     |                  |                   |                                     |                           |                            |                  |
| 30 czerwca 2018      | Louisville       | Stany Zjednoczone | Cardinal Stadium                    | Camila Cabello Charli XCX | 52 138/52 138 (100%)       | 4 928 219        |
| 7 lipca 2018         | Columbus         | Stany Zjednoczone | Ohio Stadium                        | Camila Cabello Charli XCX | 62 897/62 897 (100%)       | 6 606 529        |
| 10 lipca 2018        | Landover         | Stany Zjednoczone | FedExField                          | Camila Cabello Charli XCX | 95 672/95 672 (100%)       | 11 396 004       |
| 11 lipca 2018        | Landover         | Stany Zjednoczone | FedExField                          | Camila Cabello Charli XCX | 95 672/95 672 (100%)       | 11 396 004       |
| 13 lipca 2018        | Filadelfia       | Stany Zjednoczone | Lincoln Financial Field             | Camila Cabello Charli XCX | 107 378/107 378 (100%)     | 11 951 047       |
| 14 lipca 2018        | Filadelfia       | Stany Zjednoczone | Lincoln Financial Field             | Camila Cabello Charli XCX | 107 378/107 378 (100%)     | 11 951 047       |
| 17 lipca 2018        | Cleveland        | Stany Zjednoczone | FirstEnergy Stadium                 | Camila Cabello Charli XCX | 51 323/51 323 (100%)       | 5 148 757        |
| 20 lipca 2018        | East Rutheford   | Stany Zjednoczone | MetLife Stadium                     | Camila Cabello Charli XCX | 165 654/165 654 (100%)     | 22 031 386       |
| 21 lipca 2018        | East Rutheford   | Stany Zjednoczone | MetLife Stadium                     | Camila Cabello Charli XCX | 165 654/165 654 (100%)     | 22 031 386       |
| 22 lipca 2018        | East Rutheford   | Stany Zjednoczone | MetLife Stadium                     | Camila Cabello Charli XCX | 165 654/165 654 (100%)     | 22 031 386       |
| 26 lipca 2018        | Foxborough       | Stany Zjednoczone | Gillette Stadium                    | Camila Cabello Charli XCX | 174 764/174 764 (100%)     | 21 779 846       |
| 27 lipca 2018        | Foxborough       | Stany Zjednoczone | Gillette Stadium                    | Camila Cabello Charli XCX | 174 764/174 764 (100%)     | 21 779 846       |
| 28 lipca 2018        | Foxborough       | Stany Zjednoczone | Gillette Stadium                    | Camila Cabello Charli XCX | 174 764/174 764 (100%)     | 21 779 846       |
| 3 sierpnia 2018      | Toronto          | Kanada            | Rogers Centre                       | Camila Cabello Charli XCX | 100 310/100 310 (100%)     | 11 177 000       |
| 4 sierpnia 2018      | Toronto          | Kanada            | Rogers Centre                       | Camila Cabello Charli XCX | 100 310/100 310 (100%)     | 11 177 000       |
| 7 sierpnia 2018      | Pittsburgh       | Stany Zjednoczone | Heinz Field                         | Camila Cabello Charli XCX | 56 445/56 445 (100%)       | 6 230 876        |
| 10 sierpnia 2018     | Atlanta          | Stany Zjednoczone | Mercedes-Benz Stadium               | Camila Cabello Charli XCX | 116 746/116 746 (100%)     | 18 089 415       |
| 11 sierpnia 2018     | Atlanta          | Stany Zjednoczone | Mercedes-Benz Stadium               | Camila Cabello Charli XCX | 116 746/116 746 (100%)     | 18 089 415       |
| 14 sierpnia 2018     | Tampa            | Stany Zjednoczone | Raymond James Stadium               | Camila Cabello Charli XCX | 55 909/55 909 (100%)       | 7 244 264        |
| 18 sierpnia 2018     | Miami Gardens    | Stany Zjednoczone | Hard Rock Stadium                   | Camila Cabello Charli XCX | 47 818/47 818 (100%)       | 7 072 164        |
| 25 sierpnia 2018     | Nashville        | Stany Zjednoczone | Nissan Stadium                      | Camila Cabello Charli XCX | 56 112/56 112 (100%)       | 9 007 179        |
| 28 sierpnia 2018     | Detroit          | Stany Zjednoczone | Ford Field                          | Camila Cabello Charli XCX | 49 464/49 464 (100%)       | 6 597 852        |
| 31 sierpnia 2018     | Minneapolis      | Stany Zjednoczone | U.S. Bank Stadium                   | Camila Cabello Charli XCX | 98 774/98 774 (100%)       | 10 242 024       |
| 1 września 2018      | Minneapolis      | Stany Zjednoczone | U.S. Bank Stadium                   | Camila Cabello Charli XCX | 98 774/98 774 (100%)       | 10 242 024       |
| 8 września 2018      | Kansas City      | Stany Zjednoczone | Arrowhead Stadium                   | Camila Cabello Charli XCX | 58 611/58 611 (100%)       | 6 730 138        |
| 15 września 2018     | Indianapolis     | Stany Zjednoczone | Lucas Oil Stadium                   | Camila Cabello Charli XCX | 55 729/55 729 (100%)       | 6 531 245        |
| 18 września 2018     | St. Louis        | Stany Zjednoczone | The Dome at America’s Center        | Camila Cabello Charli XCX | 47 831/47 831 (100%)       | 4 884 054        |
| 22 września 2018     | Nowy Orlean      | Stany Zjednoczone | Mercedes-Benz Superdome             | Camila Cabello Charli XCX | 53 172/53 172 (100%)       | 6 491 546        |
| 29 września 2018     | Houston          | Stany Zjednoczone | NRG Stadium                         | Camila Cabello Charli XCX | 53 800/53 800 (100%)       | 9 350 275        |
| 5 października 2018  | Arlington        | Stany Zjednoczone | AT&T Stadium                        | Camila Cabello Charli XCX | 105 002/105 002 (100%)     | 15 006 157       |
| 6 października 2018  | Arlington        | Stany Zjednoczone | AT&T Stadium                        | Camila Cabello Charli XCX | 105 002/105 002 (100%)     | 15 006 157       |
| Oceania              |                  |                   |                                     |                           |                            |                  |
| 19 października 2018 | Perth            | Australia         | Optus Stadium                       | Charli XCX Broods         | N/A                        | N/A              |
| 26 października 2018 | Melbourne        | Australia         | Marvel Stadium                      | Charli XCX Broods         | 63 027/63 027 (100%)       | 6 755 570        |
| 2 listopada 2018     | Sydney           | Australia         | ANZ Stadium                         | Charli XCX Broods         | 72 805/72 805 (100%)       | 7 686 564        |
| 6 listopada 2018     | Brisbane         | Australia         | The Gabba                           | Charli XCX Broods         | 43 907/43 907 (100%)       | 4 338 127        |
| 9 listopada 2018     | Auckland         | Nowa Zelandia     | Mount Smart Stadium                 | Charli XCX Broods         | 35 749/35 749 (100%)       | 3 617 593        |
| Azja                 |                  |                   |                                     |                           |                            |                  |
| 20 listopada 2018    | Tokio            | Japonia           | Tokyo Dome                          | Charli XCX                | 100 109/100 109 (100%)     | 14 859 847       |
| 21 listopada 2018    | Tokio            | Japonia           | Tokyo Dome                          | Charli XCX                | 100 109/100 109 (100%)     | 14 859 847       |
| Całość               | Całość           | Całość            | Całość                              | Całość                    | 2 888 892/2 888 892 (100%) | 345 700 000      |